# Mazinger Z

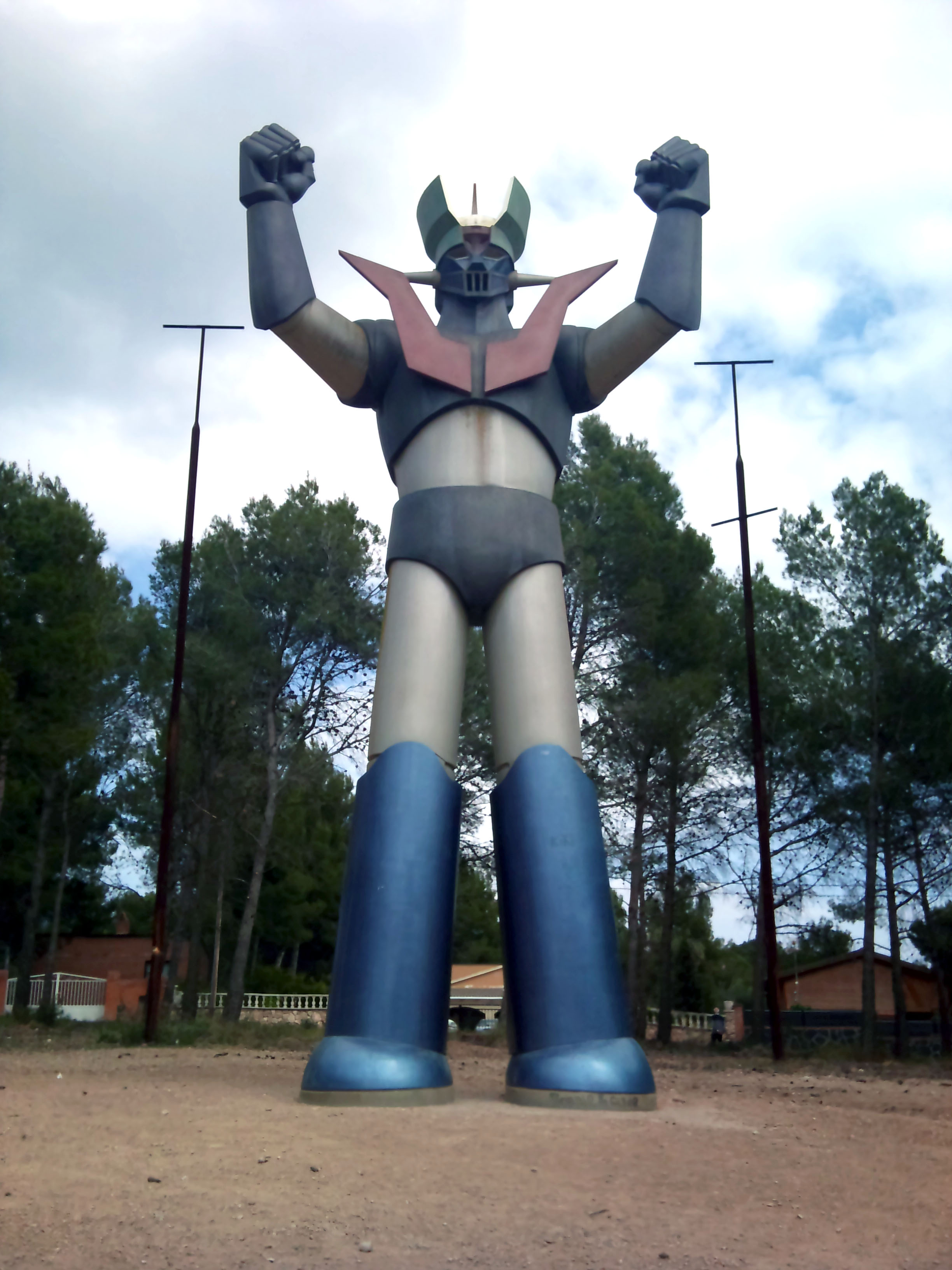
Titelgebender Roboter Mazinger Z in Cabra del Camp, Tarragona

Mazinger Z (jap. マジンガーZ majingā Z) ist eine 1972 entwickelte Manga-Serie des japanischen Zeichners Go Nagai, die auch mehrmals als Anime verfilmt wurde.
Mazinger Z (1972–1974) war die erste Anime-Serie, in der Kinder bzw. Jugendliche als Piloten Riesenroboter steuern, um die Welt vor nahezu unüberwindlichen Bedrohungen zu schützen. Dieses Grundthema wurde seither immer wieder abgewandelt und Mazinger Z damit zum Vorreiter eines neuen Genres, zu dem eine Vielzahl von Titeln wie etwa das Gundam-Universum (seit 1979), Saber Rider and the Starsheriffs (1984–1985), Kidō Keisatsu Patlabor (1989–1990), Neon Genesis Evangelion (1995–1996) und Candidate for Goddess (2000–2002) gehören.

## Handlung
Doktor Hell, ein deutscher Wissenschaftler, will die Welt mit einer Armee von Robotern beherrschen. Juzo Kabuto, ein japanischer Wissenschaftler, entdeckt Doktor Hells Absicht und baut den Roboter Mazinger Z, um gegen die Roboter Doktor Hells kämpfen zu können. Aber Baron Ashura, ein Scherge Doktor Hells, ermordet Professor Kabuto. Bevor Professor Kabuto stirbt, spricht er zu seinem Enkel Kouji über Mazinger Z und Doktor Hells finstere Absichten.
Von da an kämpft Kouji zusammen mit Mazinger Z gegen Doktor Hell. Professor Gennosuke Yumi, ein ehemaliger Mitarbeiter seines Großvaters und Chef des Forschungsinstitut für die photonische Energie, hilft Kouji, der fortan mit Mazinger Z gegen die mechanischen Bestien Doktor Hells antritt, die in Japan erscheinen und Gebäude vernichten.
Schließlich wird Doktor Hell von Mazinger Z getötet. Aber erneut ist die Welt bedroht. Das unterirdische Reich Mikene will die Erdoberfläche und seine Einwohner erobern. Mazinger Z wird von zwei Robotern des Mikenereiches fast vernichtet. Ein neuer Super-Roboter erscheint, der „Great Mazinger“. Tetsuya Tsurugi ist der Pilot des „Great Mazingers“. Der „Great Mazinger“ zerstört die Roboter des Mikenereiches. Später entdeckt Professor Yumi das Geheimnis des „Great Mazingers“. Der neue Roboter wurde von Kenzo Kabuto, einem Wissenschaftler, gebaut. Kenzo ist Koujis Vater. Er glaubte, dass sein Vater bei einem Unfall gestorben sei. Der Waisenjunge Tetsuya wurde von Kenzo trainiert, um Pilot des neuen Roboters zu sein.
Am Ende reist Kouji in die USA, um an einer amerikanischen Universität zu studieren. Tetsuya, mit seinem „Great Mazinger“, ist der neue Kämpfer gegen das Mikenereich.

## Figuren

### Helden
- Kouji Kabuto (兜 甲児, Kabuto Kouji): Der Pilot des Roboters Mazinger Z und Professor Juzo Kabutos Enkel. Kouji Kabuto ist ein mutiger, aber auch hochmütiger Junge. Kouji ist als Tommy Davis in den USA, Ryo Kabuto in Italien und Koji Kabuto in Spanien und Lateinamerika bekannt.
- Sayaka Yumi (弓 さやか): Die Pilotin des weiblichen Roboters Aphrodita A. Sie ist in den USA als Jessica Davis bekannt.
- Boss (ボス): Der Pilot des Roboters Boss Borot und der Chef der Motorradgang. Er ist in den USA als Bobo bekannt.
- Mucha (ムチャ) und Nuke (ヌケ): Zwei Kameraden von Boss.
- Professor Gennosuke Yumi(弓 弦之介): Ein Wissenschaftler und der Chef des Forschungsinstitut für die photonische Energie. Er war ein ehemaliger Mitarbeiter von Professor Juzo Kabuto. Professor Yumi ist der Vater Sayakas.
- Die Professoren Morimori (もりもり博士), Sewashi (せわし博士) und Nossori (のっそり博士): Drei Wissenschaftler, die im Forschungsinstitut für die photonische Energie arbeiten. Sie reparieren und verbessern Mazinger Z.
- Shiro Kabuto (兜 シロー): Koujis jüngerer Bruder.
- Professor Juzo Kabuto (兜十蔵博士): Ein Wissenschaftler. Er ist Koujis und Shiros Großvater. Er baute Mazinger Z, um gegen die Armee von Robotern des Doktor Hell zu kämpfen. Er wurde von Baron Ashura in der ersten Folge ermordet.

### Schurken
- Doktor Hell (ドクター・ヘル, Dokutā Heru): Ein deutscher Wissenschaftler. Doktor Hell will die Welt mit seiner Armee von Robotern erobern. Doktor Hell ist in den USA als Dr. Demon, in Italien als Dottor Inferno, in Spanien und Lateinamerika als Dr. Hell oder Dr. Infierno bekannt.
- Baron Ashura (アシュラ男爵, Ashura-danshaku): Ein Scherge Doktor Hells. Baron Ashura führt die Eisen-Masken-Truppe. Er ermordete Professor Juzo Kabuto. Ashura großer Rivale ist Count Brocken. Ashura ist in den USA als Devleen, in Italien als Barone Ashura, in Spanien und Lateinamerika als Barón Ashler oder Barón Ashura bekannt.
- Count Brocken (ブロツケン伯爵, Burokken-hakushaku): Ein weiterer Scherge Doktor Hells. Er war ein deutscher Soldat und ist jetzt ein Cyborg. Er ist in den USA als Count Decapito, in Italien als Conte Brocken, in Spanien und Lateinamerika als Conde Decapitado oder Conde Brocken bekannt.
- Archduke Gorgon (ゴーゴン大公, Gōgon-taikō): Der Botschafter des Mikenereiches ist halb Mann und halb Tiger. Archduke Gordon ist als ein römischer Soldat angezogen. Er ist in den USA als Genghis the Ghastly, in Italien als Duca Gorgon, in Spanien und Lateinamerika als Duque Gorgon bekannt.
- Viscount Pigman (ピグマン子爵, Piguman-shishaku): Er ist halb Pygmäe und halb Massai-Krieger. Der Vicomte Pigman praktiziert schwarze Magie. Er ist in Italien als Marchese Pigman, in Spanien und Lateinamerika als Vizconde Cerdo bekannt.

## Waffen
- Rocket Punch: Mazinger Zs bekannteste Attacke. Beide Unterarme werden wie Raketen auf den Feind abgefeuert.
- Koushiroku Beam(Photonen-Strahl): Mazinger feuert aus seinen Augen photonische Strahlen ab.
- Breast Fire: Die beiden roten Flossen an Mazinger Zs Brust dienen zur Kühlung des Photonen Reaktors. Die dabei entstehende Hitze kann als Waffe verwendet werden, die sogar Stahl schmilzt.
- Rust Hurricane: Aus dem Grill in Mazinger Zs Gesicht, wird ein starker Windstoß geblasen, der jedes Metall sofort rosten lässt.
- Iron Cutter: Eine Attacke, die wie Rocket Punch gestartet wird, nur dass dabei noch zwei axtänliche Klingen ausgefahren werden.
- Raitou Beam(Gefrier-Strahl): Aus den Antennen an Mazingers Kopf werden Strahlen abgefeuert, die alles einfrieren.
- Navel Missile: Mazinger Z feuert eine Rakete aus seinen Bauch ab.
- Drill Missile: Mazinger feuert eine Vielzahl nadelförmiger Flugkörper ab.

## Bedeutung des Namens
Der Name Mazinger kommt aus den japanischen Wörtern Ma (魔, übersetzt „Dämon“) und Jin (神, „Gott“). Professor Juzo Kabuto sagte seinem Enkel Kouji, dass er mit Mazinger Z ein Gott oder ein Dämon sein könne, weil der Roboter äußerst stark ist.

## Veröffentlichungen
Der Manga erschien in Japan von Oktober 1972 bis August 1973 wöchentlich in Einzelkapiteln im Manga-Magazin Shōnen Jump. Von Oktober 1973 bis September 1973 folgten weitere Kapitel im Terebi Magazine. Diese Einzelkapitel brachte der Shūeisha-Verlag in vier Sammelbänden heraus. Später erschienen einige Neuauflagen.
Die japanische Zeitschrift  veröffentlichte Mazinger Z von 1972 bis 1973.

## Verfilmungen

### Anime-Fernsehserien
Die von Toei Animation produzierte, aus 92 Episoden bestehende Anime-Serie auf Basis des Mangas wurde in Japan von Dezember 1972 bis September 1974 auf dem Fernsehsender Fuji TV erstausgestrahlt.
Durch den Erfolg in Japan lief die Serie auch 1978 in Spanien, 1980 in Italien, in den 1980er-Jahren in Lateinamerika, 1984 in den USA und 1988 in Frankreich. Mazinger Z war ein großer Erfolg in Japan, Spanien, Mittel- und Südamerika. Kouji Kabuto ist noch heute eine Ikone in Japan und hat viele Fans in Italien, in den USA war die Serie dagegen kein großer Erfolg, vermutlich, weil die Produktionsfirma Bunker Jenkins viele Folgen zensierte und kürzte. In Frankreich wurde die Serie nach 24 ausgestrahlten Folgen abgesetzt.
Die Anime-Serie ist in den USA als Tranzor Z, in Italien als Mazinga Z, in Frankreich, Spanien und Lateinamerika als Mazinger Z bekannt.
2009 erschien auf dem japanischen TV-Sender TV Tokyo eine Neuauflage der ersten Mazinger Z-Serie unter dem Namen „Shin Mazinger Shougeki! Z Hen“. Die Serie zählt 26 Episoden.

### Synchronsprecher
| Rolle           | japanischer Sprecher (Seiyū) |
| --------------- | ---------------------------- |
| Kouji Kabuto    | Hiroya Ishimaru              |
| Boss            | Hiroshi Ootake               |
| Sayaka Yumi     | Minori Matsushima            |
| Dr. Hell        | Kousei Tomita                |
| Baron Ashura    | Hidekatsu Shibata            |
| Count Broken    | Junpei Takiguchi             |
| Tetsuya Teurugi | Keiichi Noda                 |
| Shiro Kabuto    | Kazuko Sawada                |

### Weitere Verfilmungen
Von September 1974 bis September 1975 wurde die 56-teilige Nachfolgeserie Great Mazinger (グレートマジ・ガー) ausgestrahlt. Außerdem gibt es zwei Filme: Mazinger Z Vs. Devilman von 1973 und Mazinger Z tai Ankoku Daishougun von 1974. 1999 erschien eine OVA unter dem Titel Mazinkaiser.
2004 erschien die aus 30 Folgen à fünf Minuten bestehende Serie Panda Z (パンダーゼット), die eine Parodie auf Mazinger Z darstellt. Viele der in Panda Z vorkommenden Gags sind Anspielungen, die ohne genaue Kenntnis von Mazinger Z nicht zu verstehen sind.